# 謝馨
謝馨（1870年—1952年），字宗山，一字紹宣，號伯蘭，陕西安康白河县茅坪镇枣树村人，清朝翰林、官員，

## 生平
光绪二十一年（1895年）乙未科二甲第二十五名进士，同年五月，改翰林院庶吉士。光緒二十九年四月，散館，著以知县即用，改雲南通海縣知縣，次署蒙自知县。後离职，以行醫為業。民國間曾任陝西省政府主席邵力子顧問，次任王一山顧問。
1952年病逝，享年82岁。著有《海月楼詩文雜抄》。